# Sharmin Meymandi Nejad

Sharmin Meymandi Nejad (en persa: شارمین میمندی نژاد‎) es un escritor iraní - director y el instaurador de la Sociedad Studiantil de Socorro de Imam Ali ( Sociedad de Estudiantes contra la Pobreza ONG).

## Educación
Sharmin nació en 1970 en Teherán . Su padre era profesor Mohammad Hosein Meymandi Nejad, un famoso científico y autor.
Estudió ciencia práctica en la escuela secundaria y luego en 1991 comenzó a estudiar arte dramático en la Universidad de Teherán 's universidad de bellas artes. Después de eso, él eligió la literatura dramática de maestría en la misma universidad y en 1998 se graduó.

## Obras

### Teatro
Desde el inicio de su formación académica, Sharmin mostró un gran interés por la escritura de obras de teatro y pronto se convirtió en uno de los dramaturgos jóvenes más aclamados en Irán.
Sharmin hizo su escritor - director debut en 1993, con la obra críticamente bien recibido llamado Mehr-e-Gía.
Esta obra se llevó a cabo durante 45 días en el pabellón charsoo en el famoso complejo de teatro de la ciudad de Teatro (Teatro Shahr).
En ese momento, hall charsoo era sólo para los directores más experimentados y conocidos y este incidente hizo Sharmin muy famoso entre sus colegas.
Después de eso, Sharmin escribió varias otras obras, incluyendo:
Dorj-e-Meshkin: 1994, escritor - director, sala charsoo
Ahh! Sooske aziz salam! (Ahh Hola Estimado Escarabajo!): 1995, escritor - director, sala Molavi, Festival de Teatro Estudiantil
Akharin Navadeye Namrood (El último descendiente de Namrood): 1995, escritor - director, Thetre Shahr sala no.2, Parte Especial Festival de Teatro Internacional Fadjr
Naghle Ghole Aasheghan (Citación de los amantes): 1995, escritor, sala Teatro Principal Shahr
Ghesseye Eshgh (Love Story): 1996, escritor, Tarbiat Modarres Hall University
Hameye Farzandane Khorshid (Todos los Hijos del Sol): escritor - director, Thetre Shahr sala no.2, Festival de Teatro Especial Parte Fadjr Internacional

### Televisión y radio
Sharmin comenzó a escribir para la televisión en 1991, el mismo año ingresó en la universidad. Su primer programa fue Honar va Andisheh (Art & Idea) que duró casi un año y salió al aire desde el canal dos.

### Otras obras
En 1993 comenzó a escribir una serie sobre el Profeta Ibrahim para un programa especial haj.
En 1994 escribió un tele-teatro llamado Navazandeye Sham para el canal uno, sobre Muharram
En 1995 escribió un tele-teatro llamado Yek dastan va Do Roya (una historia y dos sueños) para el canal uno, sobre Haj
El mismo año escribió otra tele-teatro llamado Avaregane Nasoot para el canal uno, y sobre el martirio del Imam Ali
En 1996, escribió la serie de 30 episodios para el Ramadán llama Ziafat (Banquete) para un canal
El mismo año comenzó a trabajar en el grupo social de un canal y escribió 90 episodios para un programa llamado Ma Va Ma (Nosotros y Nosotros)
Fue editor de Az Sahne Ta Parde Va Cine-Teatro (De Escena a la pantalla y Cine-Teatro) en Radio Javan 1999-2000.
De 2000 a 2001, se convirtió en el diputado de Cine y Series de Canal Dos.
En 2001, escribió y dirigió la película Tele llamado Zekre Eshgh para dos canales
En 2006, escribió una serie de animación sobre Imam Sadegh para Saba Animation Studios.

## Enseñanza
Sharmin instruyó 2004-2006 en Islámica Azad Universidad de Arte y Arquitectura. Al mismo tiempo, fue la enseñanza básica en funciones como asistente en la Universidad de Teherán Fine Arts College 's.
Fue el maestro de clases de teatro-terapia celebradas desde 1996 hasta 1999 en la Universidad Alzahra y talleres educativos sobre el hipnotismo y su uso para ayudar a niños con cáncer.

## Libros

### Publicados
1. Mehr-e-Gía - Juego - 1999 - Jahad Daneshgahi
2. Todos los Hijos del Sol - Jugar - 2000 - Namira Publicación
3. contemporáneo iraní Literatura - Selected Plays - 2001 - Publicación Neyestan
4. Dorj-e-Meshkin - Juego - 2003 - Golpar Publicación
5. Cuando Aladino no tenía linterna mágica y los cuentos de vieja Shahrzad en Nueva York - Juego - 2004 - Namira Publicación
6. El secreto del Harem del Sultán - Juego - 2005 - Namira Publicación
7. Museo de la Muerte - Novela - 2009 - Albourzfar Danesh Publicación

### Listos para publicar
1. Camino de los Profetas - Colección de cartas
2. La inversa de una mariposa es una mariposa - Novela
3. Apocalipsis de Shahrzad - Juego
4. Teymoor Shah - Juego
5. Los niños de Helle - Guion

## Investigaciones
1. Formas de Enseñanza Teatro a Niños Huérfanos y su influencia terapéutica - 1995 - Shahid Ghoddoosi Behzisti
2. Lingüística y Símbolos en Divinos Libros - 1999

## Obras Humanitarias
Sharmin es el fundador de la ONG Sociedad de Estudiantes contra la Pobreza (Jamiat Imam Alí). Jamiat Imam Alí es una organización independiente y estudiantil que inauguró en 1999 y estableció su primera oficina oficial en la Universidad Tecnológica de Sharif en 2000. Este grupo fue fundado por Sharmin Maimandi Nejad y astaba activo en el campo de caridad y ayudar a los necesitados de la gente pobre. 
Una de las actividades más antiguas de este grupo es el ritual del “Callejón de los Enamorados” que se llevó a cabo desde 1999 hasta 2020.  Desde hace 19 años, esta comunidad organizó un ritual en algunas provincias durante el cual los miembros voluntarios acudían a los barrios desfavorecidos de su ciudad y repartían paquetes alimentarios-sanitarios. 
Después de 10 años de actividad, esta sociedad se convirtió en miembro del Consejo Económico y Social del ECOSOC de las Naciones Unidas. 
Una de las actividades de esta comunidad ha sido salvar a algunos niños condenados a muerte, como “Safar”. 
Jamiat Imam Alí era una organización completamente voluntaria y diez mil miembros voluntarios estaban activos en esta organización.

### Sociedad de Estudiantes contra la Pobreza
Sociedad de Estudiantes contra la Pobreza (Imam Ali Sociedad), es el primer no partidista, studental ONG en Irán fundada en 1999 y tiene su primera oficina oficial en la Universidad Sharif en 2000. Las principales actividades son problemas sociales, sobre todo acerca de los niños.

### Rahyaft
Sharmin Meymandi Nejad es el iniciador de la Caridad inteligente. Inteligente Caridad Organización se entiende una organización en la que todos los miembros son como un cuerpo, que evalúan las circunstancias especialmente en los problemas sociales y las soluciones presentes en todos los casos. Las soluciones están dadas por los estudiantes universitarios que tienen el conocimiento experto y en ese caso. Las soluciones se basan en la teoría y de dominio de las investigaciones de los estudiantes y hacer que los programas y horarios.
En 1996, Sharmin comenzó una serie de clases llamado Rahyafti Sé Daroon (adherentes interior) en la Universidad de Sharif .
Esta clase es en realidad la clase tutorial Organizaciones y tiene los siguientes planes de estudios:
1. Teología
Las bases y orígenes de las religiones en vivo del mundo.
2. Lingüística
El origen de los diferentes idiomas, la comparación de las lenguas orientales y occidentales, y el efecto de la lengua en la forma en que pensamos.
3. Símbolos
Será posible si dejamos de palabra-pensamiento y comenzamos a concentrar nuestra atención en los símbolos y conceptos.
4. Personal y colectivo inconsciente
5. Curación métodos
6. PNL (Neural Planificación Lingüística)
7. Cosmología
Origen y el inicio del mundo de acuerdo con las religiones y la ciencia.
8. La meditación , TM y Relajación
9. Yoga
10. Suma y conclusión
En la mayoría de estos planes de estudio, los contenidos que se presentan son por primera vez en la historia y materias teóricas son en su mayoría nuevo. Es por eso que estas clases son tan populares y estudiantes de todas las universidades asisten a las clases de forma activa.
El objetivo real de estas clases está ayudando a otras personas con el conocimiento, la experiencia y los ejercicios en el proceso de estudio de estos planes de estudio.
Esta ONG trata de ayudar a las personas, tanto física como espiritualmente. Así que después de algunas clases, Sharmin reunió a un equipo y comenzó un Laboratorio Espiritual en Ali Asghar hospital de niños. Este equipo utiliza diferentes métodos de curación para ayudar a niños con cáncer junto procedimiento terapéutico normal. Hoy en día una gran cantidad de nuevos miembros de esta sociedad están participando en estas clases con el fin de ayudar a otras personas y Sharmin ha dedicado su vida a esto.
Uno de los más valiosos logros de los programas de sharmin en esta ONG, los concedieron la libertad de muchos niños y adolescentes desde el Centro Estatal de Correcciones y Rehabilitación de Teherán, que es un lugar para encarcelar al menor que han cometido delitos. Algunos de estos niños fueron incluso condenados a pena de muerte , pero la Sociedad tuvieron éxito para ayudarlos. Otros logros incluyen ayudar a muchas familias necesitadas en forma continua, la rehabilitación de drogadictos, se trata de niños de la calle, etc.